# Brunbandad vitmask
Brunbandad vitmask (Aphelocephala pectoralis) är en fågel i familjen taggnäbbar inom ordningen tättingar. Den är endemisk för Australien. 

## Utbredning och systematik
Fågeln förekommer i centrala South Australia. Den behandlas som monotypisk, det vill säga att den inte delas in i några underarter.

## Status
IUCN kategoriserar arten som nära hotad.